# SU-100
SU-100 var en sovjetisk, tungt bepansrad pansarvärnskanonvagn med en kanon med 100 mm kaliber. Fordonet var baserat på T-34:ans chassi. SU-100 sattes in i andra världskrigets slutskede 1944–1945 på östfronten och användes även efter kriget. Kanonens eldkraft var tillräcklig för att slå ut de tunga tyska stridsvagnarna Panther och Tiger. SU-100 ersatte delvis den tidigare SU-85.
SU-100 började massproduceras i september 1944. I juli 1945 hade 2 335 SU-100 byggts. Efter kriget tillverkades vagnen också i Tjeckoslovakien.
Efter kriget användes vagnen i Warszawapaktens militär, liksom av Egypten, Syrien, Angola och Kuba. Vagnen sattes in i strid av Egypten mot Israel under Suezkrisen 1956, sexdagarskriget 1967 samt av Egypten och Syrien i Yom Kippur-kriget 1973. Sovjetarmén slutade att använda SU-100 operativt 1957.